# David Parish
David Anthony Parish (* 12. května 1963 Toronto, Ontario Kanada) je kanadsko-český podnikatel, příslušník někdejšího šlechtického rodu Parishů ze Senftenbergu. Jeho otec John Marmaduke Parish v roce 1993 zrestituoval pozemky a lesy v Žamberku a okolí.

## Životopis
Pochází z původně anglického šlechtického rodu, který se přes Hamburg dostal do Habsburské monarchie na počátku 19. století. Narodil se v Kanadě jako první syn Johna Marmaduka Parishe (1923–2020) a jeho manželky Margaret, rozené Saunders (1932–1996). Má o sedm minut mladšího bratra – dvojče Thomase Johna, který se v roce 2005 také přestěhoval do Česka.
David Parish vystudoval v Kanadě lesnickou fakultu. Tehdy v oboru ovšem chyběla perspektivní pracovní místa, proto ještě vystudoval elektrotechniku. Následně si založil vlastní firmu. 
Doma česky nemluvili. Před přestěhováním do Česka se učil jazyk soukromě, v Česku ovládl češtinu za pochodu.
Poprvé navštívil Žamberk s otcem v roce 1992. Natrvalo se přestěhoval v roce 1996.
David Parish od roku 1998 spravuje rodinný majetek. Je vlastníkem firmy Parish Forest Products. Rodina vlastní přes 3222 hektarů lesů v podhůří Orlických hor, tři sta hektarů polí, které však pronajímají, dále hájenky a budovy bývalého dvora. Zámek Žamberk Davidův otec pronajal Pardubickému kraji, protože v něm bylo střední odborné učiliště, nakonec ho v červenci 2004 kraji prodal. V zámeckém parku s otcem postavil v roce 1998 rodinný dům, který svým stylem může připomínat hájovnu.
Má české i kanadské občanství. K české společnosti, státní byrokracii a nařízením je dlouhodobě konzistentně kritický. Domnívá se, že majitel lesů by si sám měl rozhodnout, zda je nechá přístupné nebo omezí vstup.

## Rodina
V Žamberku se oženil 12. července 2002 s Ivou Staňkovou (* 30. října 1968 Žamberk). Seznámili se ve firmě. Narodily se jim dvě děti – dvojčata:
- 1. Maxmilian Oscar (* 1. 2. 2005 Rychnov nad Kněžnou)
- 2. Victoria Diana (* 1. 2. 2005 Rychnov nad Kněžnou)